# Abies delavayi
L'abete di Delavay (Abies delavayi Franch.) è una specie di abete originaria dell'Asia sud-orientale.

## Etimologia
Il nome generico Abies, utilizzato già dai latini, potrebbe, secondo un'interpretazione etimologica, derivare dalla parola greca ἄβιος = longevo. Il nome specifico delavayi fu assegnato in onore di Pierre Jean Marie Delavay, missionario gesuita, botanico e esploratore francese del XIX secolo.

## Descrizione
Albero alto fino a 25 m, con tronco che può raggiungere 1 m di diametro, a portamento conico. La corteccia, grigio-marrone e rugosa, presenta spaccature longitudinali. I rami secondari sono di colore rosso-marrone, più scuri con l'età, glabri o raramente pubescenti da giovani. Le gemme sono di forma rotondeggiante, resinose.
Le foglie sono aghiformi, lucide, di colore verde scuro, lunghe fino a 3 cm, disposte a spirale o arrangiate in due file laterali.
Gli strobili femminili, di color viola scuro inizialmente, porpora scuro con scaglie blu a maturazione, sono cilindrici o ovoidali, con apice troncato, lunghi 6-11 cm e larghi fino a 4,5 cm, con corto peduncolo; le scaglie sono di forma triangolare-flabellata, lunghe 2 cm, larghe 2,5 cm, lisce. Gli strobili maschili sono lunghi 3 cm, gialli con microsporofilli viola. I semi, di colore marrone, sono lunghi circa 5-8 mm, di forma obovata, con ali marroni con sfumature nere o porpora, di 1 cm, cuneate-dolabriformi.

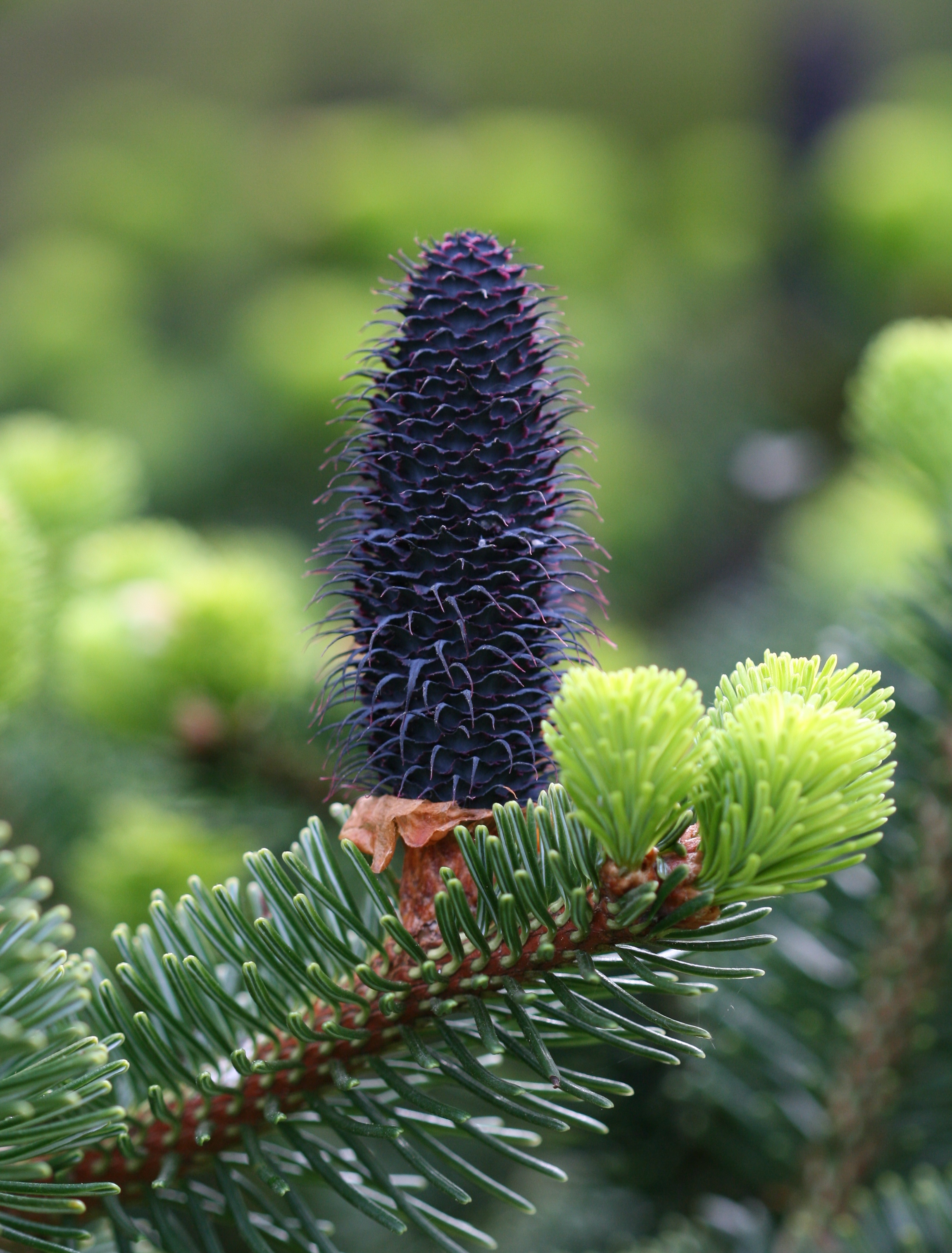
Strobilo femminile.
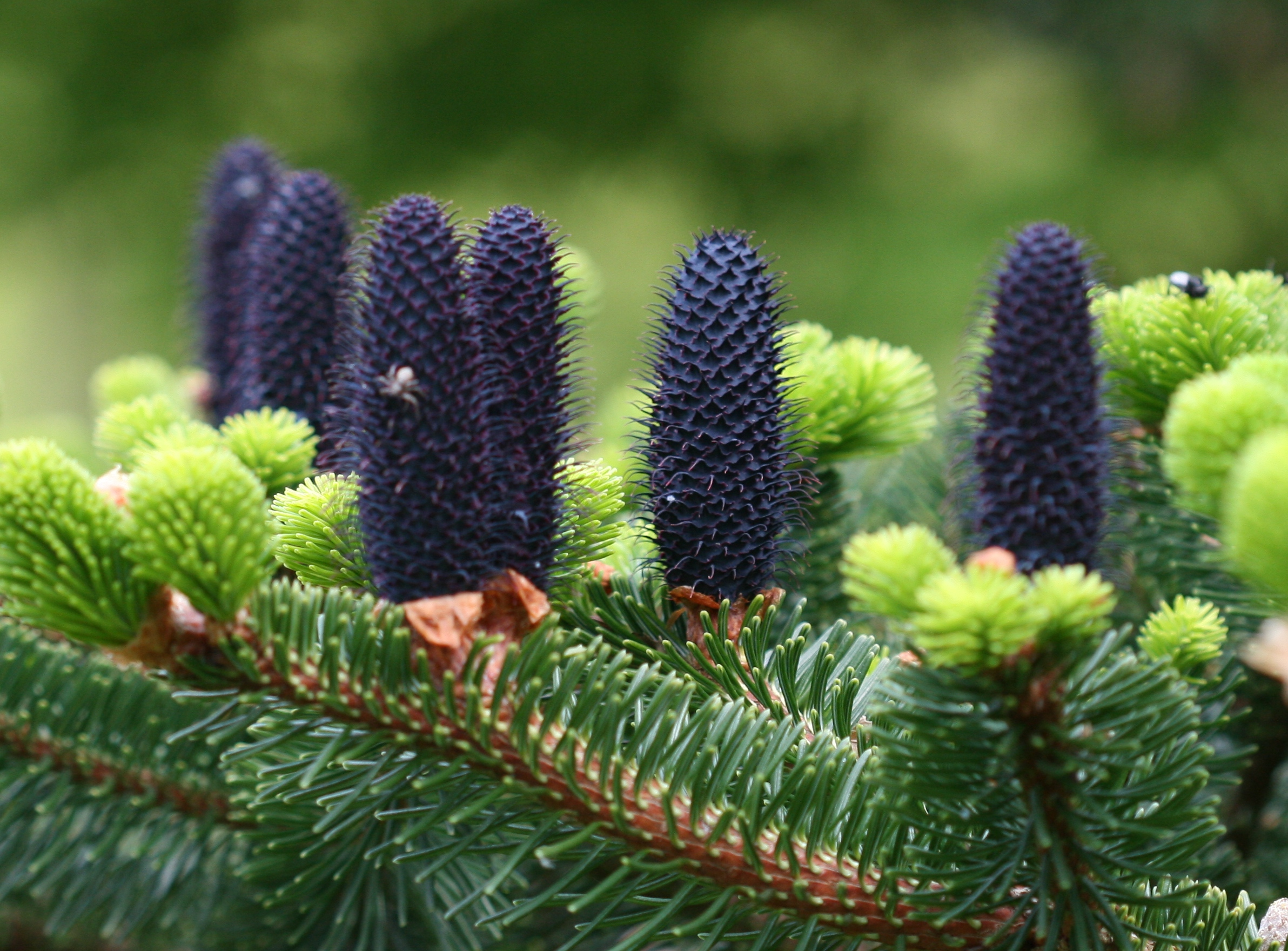
Strobili femminili.

## Distribuzione e habitat
Specie endemica di Cina (Yunnan, Xizang), India (Arunachal Pradesh), nord Myanmar e Vietnam (Fan Si Pan), dove è presente con la sottospecie fansipanensis; predilige i pendii rivolti a nord delle alte quote montane comprese tra i 2.400 e i 4.300 m, con piovosità annua compresa tra 1.000 e 3.000 mm, ed estati fresche con inverni nevosi. Esistono boschi puri, ma si ritrova spesso in associazione con Picea likiangensis, Picea brachytyla, Tsuga chinensis, Tsuga dumosa, Juniperus formosana, Betula albosinensis, Betula platyphylla e Quercus semecarpifolia.

## Tassonomia
Sono accettate le seguenti sottospecie e varietà:
- Abies delavayi subsp. fansipanensis (Q.P.Xiang, L.K.Fu & Nan Li) Rushforth - sottospecie rarissima endemica del Fan Si Pan in Vietnam.
- Abies delavayi var. motuoensis W.C.Cheng & L.K.Fu - varietà endemica di una zona della Regione Autonoma del Tibet e dell'Arunachal Pradesh.
- Abies delavayi var. nukiangensis (W.C.Cheng & L.K.Fu) Farjon & Silba - varietà endemica del nord-ovest dello Yunnan, in Cina,  e del massiccio del Hkakabo Razi in Birmania.

## Usi
Non di utilizzo comune, rispetto ad altre conifere. È stato introdotto in Europa, soprattutto in Francia e Gran Bretagna, come specie ornamentale in orti e giardini botanici

## Conservazione
Con un areale molto vasto, e una presenza molto comune, A. delavayi non è classificato tra le specie a rischio di estinzione nella Lista rossa IUCN. Recentemente (1998), per evitare uno sfruttamento eccessivo, le autorità cinesi hanno posto severe restrizioni al disboscamento delle foreste.